# Giulio Serafini
Giulio Serafini (Bolsena, 12 oktober 1867 – Rome, 16 juli 1938) was een Italiaans geestelijke en kardinaal van de Katholieke Kerk.
Serafini bezocht het kleinseminarie in Orvieto en het Pius Seminarie in Rome, waar hij promoveerde in beide rechten. Hij werd op 6 april 1890 priester gewijd. Hij studeerde nog enkele jaren in Rome en werd toen hoogleraar aan het seminarie in Orvieto, waarvan hij tussen 1897 en 1901 ook rector was. In 1901 werd hij rector van het Pius Seminarie in Rome. In 1904 werd hij Kamerheer van de Paus en kanunnik van het kapittel van de Santa Maria ad Martyres.
Op 4 maart 1907 benoemde paus Pius X hem tot bisschop van Pescia. studieprefect van het Pauselijk Romeins Seminarie en titulair bisschop van Lampsacus. In 1923 werd hij secretaris van de Congregatie voor het Concilie. Paus Pius XI creëerde hem tijdens het consistorie van 30 juni 1930 kardinaal. De Santa Maria sopra Minerva werd zijn titelkerk. In hetzelfde jaar werd hij benoemd tot president van de Pauselijke Raad voor de Authentieke Interpretatie van het Kerkelijk Recht. Dit zou hij blijven tot zijn dood.
Hij werd begraven in zijn titelkerk.

## Bron
- Biografische Aantekening met foto op The Cardinals of the Holy Roman Church

- Gemeinsame Normdatei: 1238574106
- Istituto Centrale per il Catalogo Unico: IEIV147586
- Virtual International Authority File: 89433887
- WorldCat: E39PBJv8JtpQfQwHkDgK6XrKBP